# Guardian Fiction Prize
Le Guardian Fiction Prize (« Prix Guardian de Fiction ») est un prix littéraire parrainé par le journal The Guardian,. Fondé en 1965, il a reconnu un livre de fiction par an, écrit par un écrivain britannique ou un écrivain du Commonwealth et publié au Royaume-Uni. Le prix a duré 33 ans avant d'être interrompu en 1998.
En 1999, le Guardian a remplacé ce prix par le Guardian First Book Award, pour récompenser des premières œuvres de fiction et non-fiction. Ce prix est également abandonné en 2016, la dernière remise étant celle de 2015.

## Lauréats
- 1965 Clive Barry (en), Crumb Borne (en)
- 1966 Archie Hind (en), The Dear Green Place
- 1967 Eva Figes, Winter Journey
- 1968 P. J. Kavanagh (en), A Song and a Dance
- 1969 Maurice Leitch (en), Poor Lazarus
- 1970 Margaret Blount, When Did You Last See your Father?
- 1971 Thomas Kilroy (en), The Big Chapel
- 1972 John Berger, G
- 1973 Peter Redgrove (en), In the Country of the Skin
- 1974 Beryl Bainbridge, The Bottle Factory Outing (en)
- 1975 Sylvia Clayton, Friends and Romans
- 1976 Robert Nye (en), Falstaff
- 1977 Michael Moorcock, The Condition of Muzak (en)
- 1978 Roy Heath (en), The Murderer
- 1979 Neil Jordan, Night in Tunisia
et Dambudzo Marechera, The House of Hunger (en)
- 1980 J. L. Carr (en), A Month in the Country (en)
- 1981 John Banville, Kepler (en)
- 1982 Glyn Hughes, Where I Used to Play on the Green
- 1983 Graham Swift, Waterland
- 1984 J. G. Ballard, Empire du soleil
- 1985 Peter Ackroyd, Hawksmoor (en)
- 1986 Jim Crace, Continent
- 1987 Peter Benson (en), The Levels
- 1988 Lucy Ellmann, Sweet Desserts
- 1989 Carol Lake, Rosehill: Portrait from a Midlands City
- 1990 Pauline Melville, Shape-Shifter
- 1991 Alan Judd, The Devil's Own Work (en)
- 1992 Alasdair Gray, Poor Things
- 1993 Pat Barker, The Eye in the Door (en)
- 1994 Candia McWilliam (en), Debatable Land (en)
- 1995 James Buchan, Heart's Journey in Winter
- 1996 Seamus Deane, Reading in the Dark (en)
- 1997 Anne Michaels, La Mémoire en fuite (Fugitive Pieces)
- 1998 Jackie Kay, Trumpet (en)